# Mintom
Mintom es una comuna camerunesa perteneciente al departamento de Dja-et-Lobo de la región del Sur.
En 2005 tiene 6130 habitantes, de los que 1322 viven en la capital comunal homónima.
Se ubica en el este de la región y su territorio es fronterizo con Gabón y la República del Congo.

## Localidades
Comprende la ciudad de Mintom y las siguientes localidades:
- Akom
- Alati
- Bi
- Bindom
- Koungoulou
- Lélé
- Mboutoukong
- Mekom
- Mekoto
- Nkolemboula
- Zoebefam
- Zo'otou I
- Zo'otou II
- Zoulabot
- Zoulameyong